# Duiquer de Peters
El duiquer de Peters (Cephalophus callipygus) és un petit antílop que viu al Gabon, Guinea Equatorial, el sud del Camerun i el nord de la República del Congo.
Els duiquers de Peters pesen uns 18 quilograms de mitjana i mesuren uns 50 centímetres d'alçada a l'espatlla. Tenen un pelatge gris-marró.
Els duiquers de Peters viuen al sotabosc dens de selves pluvials de muntanya.
Se n'estima la població total a uns 380.000 individus, amb una tendència minvant.